# Женская сборная США по хоккею на траве
Женская сборная США по хоккею на траве (англ. United States women's national field hockey team) — женская сборная по хоккею на траве, представляющая США на международной арене. Управляющим органом сборной выступает Ассоциация хоккея на траве США (англ. United States Field Hockey Association, USFHA).
Сборная входит в первую десятку сильнейших в мире женских сборных по хоккею на траве, занимает (по состоянию на 16 июня 2014) 8-е место в рейтинге Международной федерации хоккея на траве (FIH).

## Результаты выступлений

### Летние Олимпийские игры
- 1980 — не участвовали
- 1984 —
- 1988 — 8-е место
- 1992 — не участвовали
- 1996 — 5-е место
- 2000 — не участвовали
- 2004 — не участвовали
- 2008 — 8-е место
- 2012 — 12-е место
- 2016 — 5-е место

### Чемпионат мира
- 1974—1981 — не участвовали
- 1983 — 6-е место
- 1986 — 9-е место
- 1990 — 12-е место
- 1994 —
- 1998 — 8-е место
- 2002 — 9-е место
- 2006 — 6-е место
- 2010 — не участвовали
- 2014 — 4-е место
- 2018 — 14-е место

### Мировая лига
- 2012/13 — 10-е место
- 2014/15 — 9-е место
- 2016/17 — 7-е место

### Панамериканские игры
- 1987 —
- 1991 —
- 1995 —
- 1999 —
- 2003 —
- 2007 —
- 2011 —
- 2015 —

### Панамериканский чемпионат
- 2001 —
- 2004 —
- 2009 —
- 2013 —
- 2017 —

### Трофей чемпионов
- 1987—1993 — не участвовали
- 1995 —
- 1997 — 6-е место
- 1999—2014 — не участвовали
- 2016 —

### Champions Challenge
- 2002 — 5-е место
- 2003 — 5-е место
- 2005 — 5-е место
- 2007 — 4-е место
- 2009 — не участвовали
- 2011 —
- 2012 —
- 2014 —

## Текущий состав
Состав команды был заявлен для выступления на чемпионате мира 2014, прошедшем в мае-июне 2014 в Гааге, Нидерланды.
Главный тренер: Craig Parnham
| №  | Игрок               | Поз. | Возраст |
| -- | ------------------- | ---- | ------- |
| 2  | Stefanie Fee        |      | 24      |
| 5  | Melissa Gonzalez    |      | 25      |
| 6  | Alesha Widdall      | GK   | 24      |
| 7  | Kelsey Kolojejchick |      | 22      |
| 8  | Rachel Dawson       |      | 28      |
| 9  | Michelle Vittese    |      | 24      |
| 10 | Jill Witmer         |      | 22      |
| 12 | Julia Reinprecht    |      | 22      |
| 13 | Emily Wold          |      | 19      |

| №  | Игрок               | Поз. | Возраст |
| -- | ------------------- | ---- | ------- |
| 14 | Katie Reinprecht    |      | 24      |
| 16 | Katie O'Donnell     |      | 25      |
| 18 | Michelle Kasold     |      | 27      |
| 19 | Caroline Nichols    |      | 29      |
| 21 | Paige Selenski      |      | 23      |
| 23 | Katelyn Falgowski   |      | 25      |
| 24 | Kathleen Sharkey    |      | 24      |
| 27 | Lauren Crandall (c) |      | 29      |
| 31 | Jackie Kintzer      | GK   | 26      |